# Пессимизм
Пессими́зм (нем. Pessimismus от лат. pessimus — наихудший) — негативный взгляд на жизнь. Противоположность пессимизма — оптимизм.
Весьма распространённую элементарную форму такой оценки мы находим в пессимизме сравнительно-историческом; от Гесиода и до наших дней каждая эпоха считала себя наихудшей. Очевидно, что люди субъективно особо чувствительны к бедствиям своего времени, и этот вид пессимизма — естественная и практически неизбежная иллюзия. Теоретически мы от неё освобождаемся тогда, когда узнаем факт её повторения в разные эпохи, в самых разных исторических условиях.
Пессимистическому взгляду на историю противопоставляется идея постоянного возрастания человеческого благополучия. Сознание, что в мире есть зло и что оно не упраздняется одним прогрессом социальных условий жизни, вызывает принципиальный вопрос об оценке мирового бытия, причём крайним из отрицательных ответов является пессимизм безусловный, получивший новейшую философскую обработку в системах Шопенгауэра и Э. Гартмана.

## Этимология
Термин пессимизм происходит от латинского слова pessimus, что означает «худший». Впервые его использовали иезуитские критики романа Вольтера «Кандид, или Оптимизм» в 1759 году. Вольтер высмеивал философию Лейбница, который утверждал о «лучшем (оптимальный) из всех возможных миров». В своих нападках на Вольтера иезуит Ревю де Треву обвинили его в пессимизме.

## Философский пессимизм
Философский пессимизм — это не состояние ума или психологическая диспозиция, а скорее мировоззрение или этика, которые стремятся встретиться с воспринимаемыми неприятными реалиями мира и устранить иррациональные надежды и ожидания (такие как идея прогресса и религиозная вера), что может привести к нежелательным последствиям. В западной философии философский пессимизм — это не единое связное движение, а скорее слабо связанная группа мыслителей с похожими идеями.
Философские пессимисты часто являются экзистенциальными нигилистами, считающими, что жизнь не имеет внутреннего значения или ценности. Основные темы философского пессимизма были впервые представлены Жан-Жаком Руссо, которого назвали «патриархом пессимизма». Среди авторов XIX и XX веков, которые, как можно сказать, выражают пессимистические взгляды в своих произведениях или находятся под влиянием пессимистических философов, можно отметить таких писателей как: Шарль Бодлер, Сэмюэль Беккет, Готфрид Бенн, Хорхе Луис Борхес, Чарльз Буковски, Дино Буццати, лорд Байрон, Луи-Фердинанд Селин, Джозеф Конрад, Ф. М. Достоевский, Михай Эминеску, Зигмунд Фрейд, Томас Харди, Садег Хедаят, Г. Ф. Лавкрафт, Камилу Песанья, Томас Манн, Эдгар Салтус и Джеймс Томсон. Среди авторов конца XX и начала XXI века, которые, можно сказать, выражают или исследуют философский пессимизм, можно отметить: Дэвида Бенатара, Томаса Бернхарда, Фридриха Дюрренматта, Джона Грея, Мишеля Уэльбека, Александра Клуге, Томаса Лиготти, Кормака Маккарти, Юджина Такера, и Питера Весселя Цапффе.

### Шопенгауэр и Эдуард фон Гартман

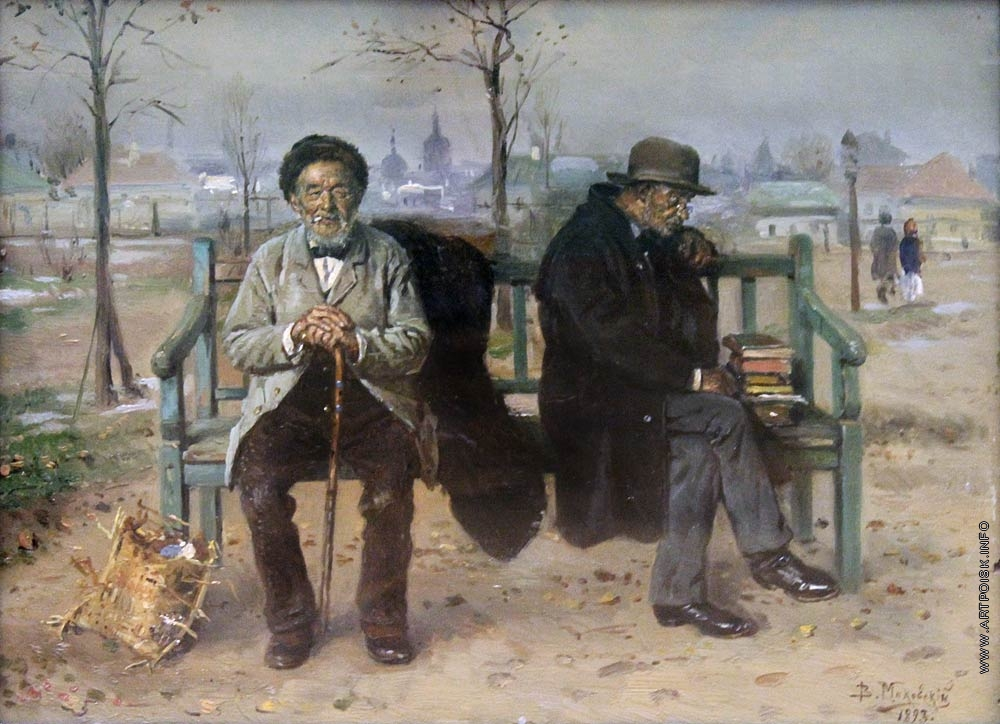
В. Е. Маковский «Оптимист и пессимист» (1893)

Новейшая форма абсолютного пессимизма (у Шопенгауэра и Э. Гартмана) также не представляет никаких оснований для превращения зла в какой-то трансцендентный атрибут бытия. Зло и здесь сводится собственно к страданию, страдание же действительно существует, лишь поскольку сознается — а сознание для философии П. есть не более как мозговое явление (Gehirnphänomen) и, следовательно, возможно только для организмов, обладающих нервной системой и страдающих при известной степени раздражения чувствительных нервов. Следовательно, страдания всякого существа ограничиваются пределами его данного телесного существования и совершенно прекращаются с разрушением организма в смерти.
Шопенгауэр и Гартман много говорят о «мировом страдании», но именно с их точки зрения это может быть только риторической фигурой, ибо мир, то есть его единое метафизическое начало — «воля», «бессознательное» и т. п. — не может страдать: для этого оно должно было бы, по крайней мере, обладать собственными чувствительными нервами и мозгом, чего ему не предоставлено. Универсальное страдать не может; страдает только индивидуальное в своём органическом воплощении, уничтожаемом смертью. Реально существующее страдание ограничивается только областью сознания — людьми и животными; все эти существа страдают, но каждое порознь, и страдания каждого с концом его жизни совершенно прекращаются.
Если Шопенгауэр прав, что нельзя ощущать, представлять, познавать «за пределами своей кожи», то столь же невозможно за этими пределами и страдать; поэтому и чужие страдания могут быть мучительны для каждого лишь через их отражение в пределах его «кожи», то есть через его организм, и с его смертью совершенно исчезают. Таким образом, безусловный Пессимизм ни в древней индийской, ни в новой германской своей форме не в состоянии отнять у смерти её значения окончательной избавительницы от бедствий жизни, и с этой точки зрения ничто логически не мешает каждому ускорять такое избавление через самоубийство.
Попытки Шопенгауэра и Гартмана отклонить этот вывод своей крайней слабостью подтверждают его неизбежность. Первый говорит, что самоубийство есть ошибка, потому что в нём истребляется не сущность зла (мировая воля), а только явление. Но никакой самоубийца и не ставит себе такой нелепой задачи, как истребление сущности вещей. В качестве страдающего явления он хочет избавиться от своей жизни как мучительного явления — и такой цели он, несомненно, достигает, с точки зрения самого Шопенгауэра, который при всем своём пессимизме не может утверждать, чтобы мёртвые страдали.
Гартман, вполне признавая, что последняя цель есть именно самоубийство, требует, чтобы отдельный человек в интересах человечества и вселенной воздерживался от личного самоубийства и посвящал свои силы на подготовление средств к тому всеобщему собирательному самоубийству, которым должен окончиться исторический и космический процесс. Это — высший нравственный долг, тогда как убивать себя, чтобы избавиться от собственных страданий, свойственно людям, стоящим на низшей, эвдемонистической ступени этики. Последнее, конечно, справедливо, но собственный принцип безусловного пессимизма логически исключает всякую другую этику.
Если всё дело в том, чтобы уничтожить мучительное существование, то нет никакой возможности разумно доказать кому-нибудь, что он должен иметь в виду не свои собственные, действительно испытываемые мучения, а предполагаемые мучения того отдаленного потомства, которое будет способно на акт коллективного самоубийства; да и для тех будущих пессимистов теперешнее личное самоубийство данного субъекта может быть (в смысле Гартмана) полезно как пример для подражания, ибо ясно, что если каждый будет себя убивать, то общая цель будет достигнута. На самом деле безусловный пессимизм как первоначально явился, так и до конца остается лишь плодом пресыщенной чувственности. В этом его истинное значение и его ограниченность. Справедливая оценка жизни материальной, которая, в отдельности взятая, есть только «похоть плоти, похоть очей и гордость житейская», приводит размышляющий ум к истинному заключению, что «мир весь во зле лежит», чем и исчерпывается правда пессимизма.
Но когда человек, познавший до пресыщения неудовлетворительность плотской жизни и не одушевленный преобладающим интересом к чему-нибудь другому, лучшему, незаконным образом обобщает и расширяет отрицательный результат своего опыта, то вместо верного пессимистического отношения к односторонне-материальному направлению жизни получается ложное утверждение, что сама жизнь, сам мир и само бытие суть зло и мучение. В этом принципе безусловного пессимизма 1) не различается зло нравственное от страдания и бедствия, или зла физического, и 2) так смутно понятое зло принимается за подлинную первооснову всякого бытия, что не только ни на чём не основано, но и ведёт к явным нелепостям. Так, последовательно применяя эту точку зрения, пришлось бы признать болезнь за постоянное нормальное состояние, а здоровье — за случайную и непонятную аномалию; но в таком случае мы не замечали бы болезни и мучительно ощущали бы здоровье, как нарушение нормы; между тем, наоборот, здоровье нами обыкновенно не замечается именно как первичное, нормальное состояние, болезнь же мучительно сознается как привходящее, случайное отклонение от нормы. К подобным же нелепостям приводит безусловный пессимизм и в нравственной сфере.
Иногда пессимизмом называется всякое воззрение, которое признаёт реальность и важное значение зла в мире, но лишь как вторичного, обусловленного и преодолеваемого фактора человеческого и природного бытия. Такой относительный пессимизм содержится во многих философских и большинстве религиозных систем; но его нельзя рассматривать вне общей связи того или другого миросозерцания, в которое он входит как один из составных элементов.
В последние времена жизни Шопенгауэра и в последующие годы после его смерти постшопенгауэрский пессимизм стал довольно популярным «течением» в Германии XIX века. Тем не менее, он был воспринят с пренебрежением другими популярными философиями того времени, такими как гегельянство, материализм, неокантианство и зарождающийся позитивизм. В эпоху грядущих революций и новых открытий в науке смиренный и прогрессивный характер типичного пессимиста был расценен как вред социальному развитию. Чтобы ответить на эту растущую критику, группа философов, находящаяся под сильным влиянием Шопенгауэра (некоторые из которых даже были знакомы с ним лично), разработала собственную форму пессимизма. Такие мыслители как Юлиус Банзен, Карл Роберт Эдуард фон Гартман, Филипп Майнлендер и другие, превратили трансцендентальный идеализм Шопенгауэра в то, что Фредерик К. Байзер назвал трансцендентальным реализмом.